# Ouvrage à couronne
Pour les articles homonymes, voir Couronne.
Une couronne (ou aussi un couronné ou encore ouvrage à couronne) est un élément de fortification bastionnée comportant deux fronts bastionnés avec un vrai bastion de tête et deux demi-bastions, dont les murs de flanc plus longs partent vers la forteresse principale.
Le couronné est donc un ouvrage à cornes dont la courtine est renforcée par un bastion complet. Son rôle consiste à étendre la zone fortifiée dans une direction donnée, souvent pour défendre un pont, pour prévenir l'occupation par l'ennemi d'une zone en hauteur ou simplement pour renforcer l'ensemble des fortifications dans la direction attendue d'une attaque.
Des exemples d'ouvrages de ce type encore existants se trouvent :
- aux Pays-Bas, à Bourtange et à Klundert ;
- en Russie, le Kronverk (en) à Saint-Petersbourg.
- en Ukraine le Fort Sainte-Élisabeth á Kropyvnytskyï

Vue aérienne de Bourtange en 2019, la couronne est bien visible au-dessus de la fortification de la ville.
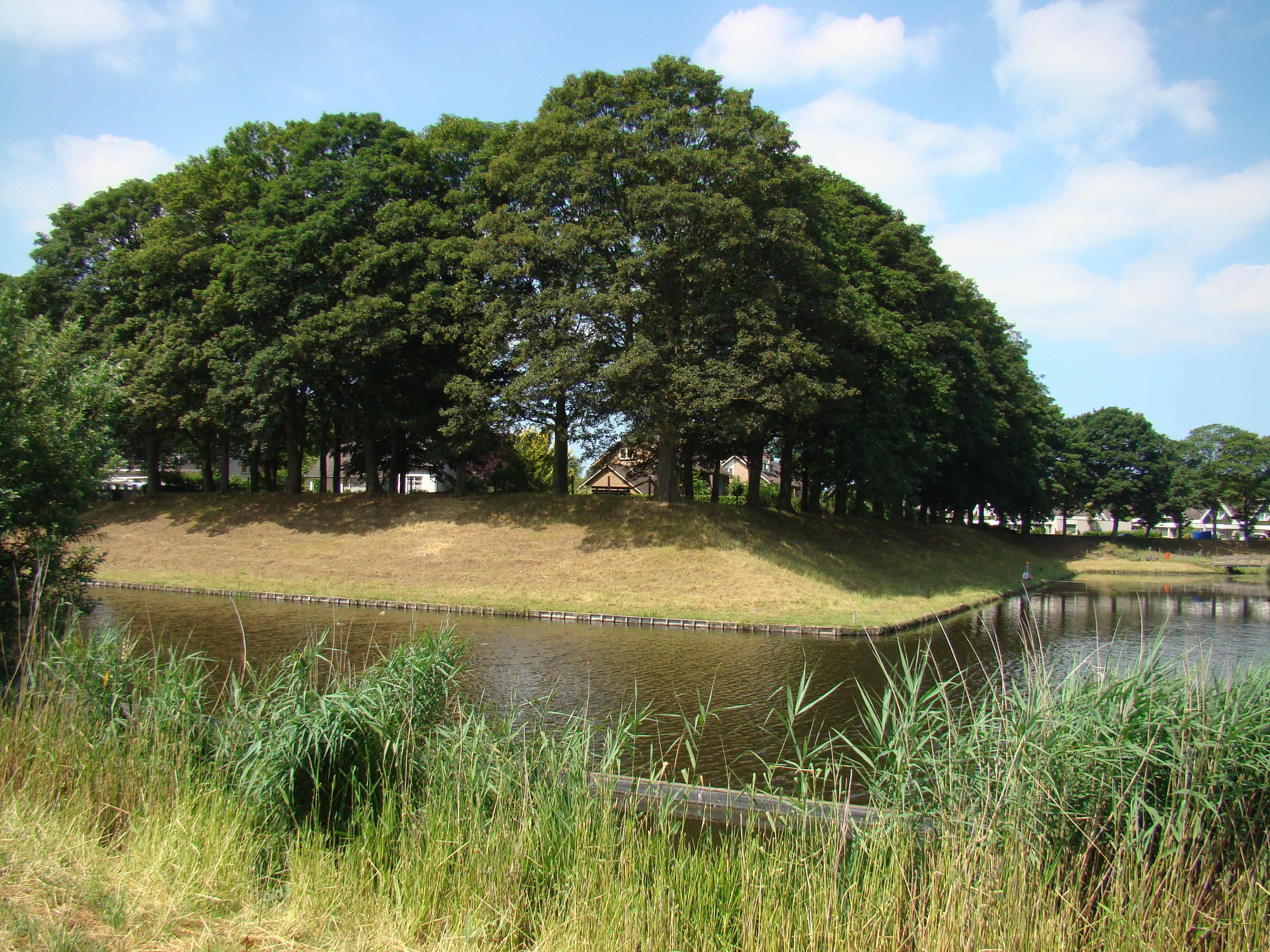
Demi-bastion de l'ouvrage à couronne de Klundert.
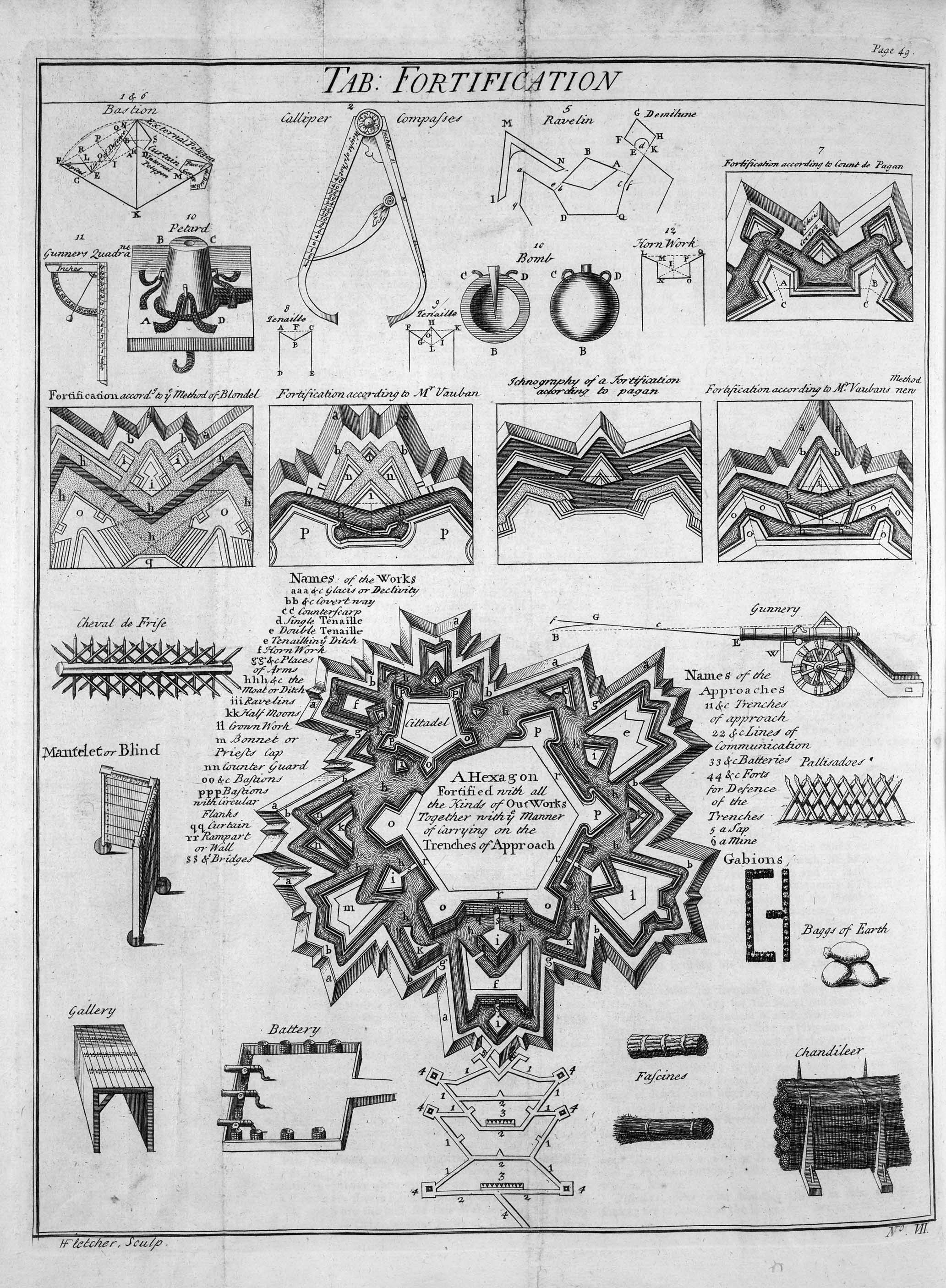
La figure repérée 'l' est un couronné[3].
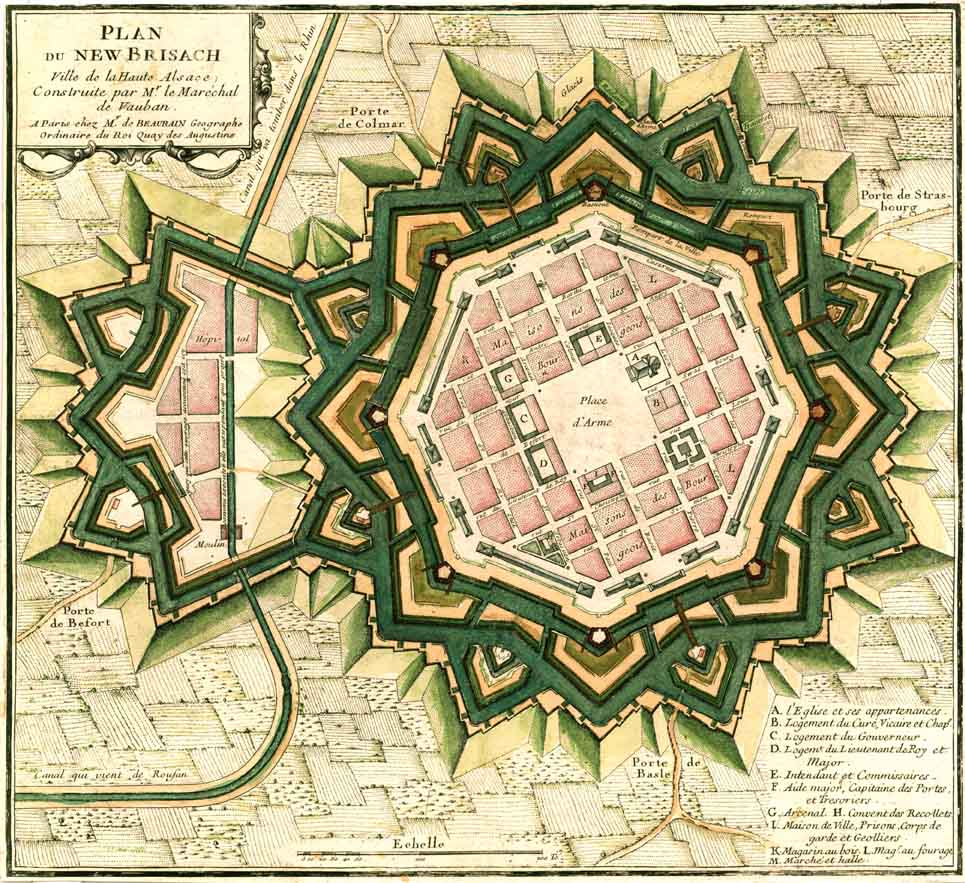
Plan de la citadelle de Neuf-Brisach, commencée en 1699, montrant un ouvrage à couronne.